# Creu nòrdica

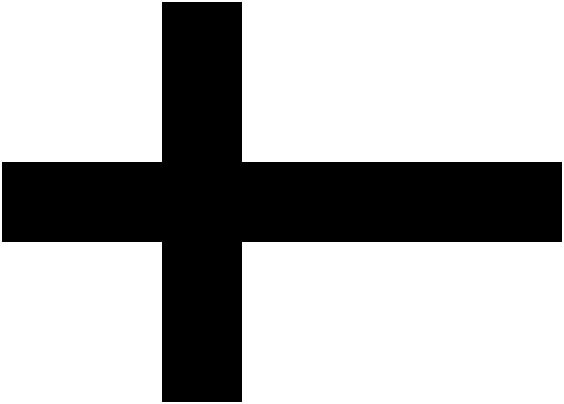
Model de creu nòrdica o escandinava

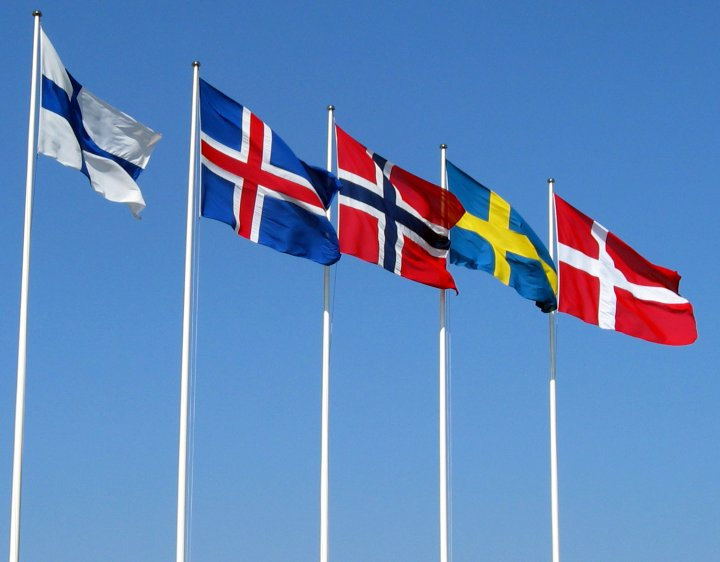
Banderes amb la creu nòrdica: bandera de Finlàndia, Islàndia, Noruega, Suècia i Dinamarca.

La creu nòrdica (sovint anomenada impròpiament també creu escandinava) és un senyal que es troba a les banderes dels països nòrdics. Es tracta d'una creu descentrada, amb el braç vertical desplaçat cap a l'esquerra.
Aquesta creu descentrada, com la que es veu a la dreta, es troba a les banderes dels estats nòrdics: Dinamarca, Noruega, Suècia, Finlàndia i Islàndia, i de territoris autònoms com Åland o les illes Fèroe.

## Una decoració i una correcció d'un efecte òptic
La creu nòrdica és una creu grega de quatre branques iguals o més o menys iguals, amb la branca situada a la part flotant prolongada exageradament per tal de crear un efecte decoratiu i per corregir l'efecte òptic que la faria ser més curta perquè és la que es mou més a causa del vent.
Totes aquestes banderes nòrdiques tenen una altra particularitat de la mateixa natura: els pavellons i les banderes d'estat tenen la part flotant tallada en dues o tres cues. En les banderes amb tres cues, la cua central porta la branca prolongada de la creu. Però sobre la bandera de dues cues, només el camp és exageradament prolongat a la part flotant, la creu no té la prolongació exagerada en la branca flotant i retroba un aspecte més pròxim d'una autèntica creu grega.
Les banderes navals són generalment quadrades i la creu és una autèntica creu centrada i perfectament grega, és a dir, amb les quatre branques iguals, sense branca flotant exagerada.
És per aquesta raó que no es pot parlar d'una creu original i específica, de creu escandinava o de creu llatina amagada, ja que només és una adaptació de la creu grega habitual amb un suport específic que és un allargament que flota al vent.

## La descentrada envers el fust, un fenomen freqüent
El fet que un disseny d'una bandera estigui descentrat envers el fust de les banderes nòrdiques per tal de corregir un efecte òptic es troba en moltes altres banderes del món:
- En el pavelló naval de Tonga, que té com a emblema nacional una creu grega.
- Les banderes amb l'emblema al costat del fust: com la bandera de Grècia, que té una creu blanca a la part superior esquerra, que es continua amb una banda blava. Els pavellons civils i militars britànics són pavellons que han donat origen a moltes banderes com l'australiana, neozelandesa…
- Les banderes amb un emblema en un costat: com la Bandera d'Eslovènia, la Bandera de Renània-Palatinat o la Bandera de la República Popular de la Xina.
- Les banderes amb un triangle isòsceles: Bandera de Txèquia, Bandera de Cuba…
- Les banderes amb un sol descentrat: Bandera de Bangladesh o una lluna descentrada com a la Bandera de Palau.
- El pavelló civil i militar de França enarbora una banda blava del 30% d'amplada, una de blanca del 33% i una de vermella del 37%.

## Banderes dels estats nòrdics

### Dinamarca

Bandera de Dinamarca
Bandera de les illes Fèroe, regió autònoma de Dinamarca
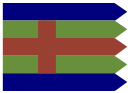
Bandera no oficial de Jutlàndia
Bandera no oficial de Vendsyssel
Antiga bandera de dol
Bandera no oficial de l'illa de Bornholm
Proposta de bandera per a Groenlàndia concebuda el 1984 per Sven Tito Achen

### Finlàndia

Bandera de Finlàndia
Bandera de les illes Åland, regió autònoma de Finlàndia
Pavelló naval de Finlàndia
Bandera no oficial dels suecs de Finlàndia, la minoria de parla sueca[2]
Bandera usada pels clubs nàutics finlandesos

### Islàndia

Bandera d'Islàndia
Bandera del president d'Islàndia
Bandera del servei duaner islandès
Antiga bandera no oficial d'Islàndia (vers 1900)
Proposta de bandera d'Islàndia, dissenyada el 1814 per Magnus Thordarson

### Noruega

Bandera de Noruega
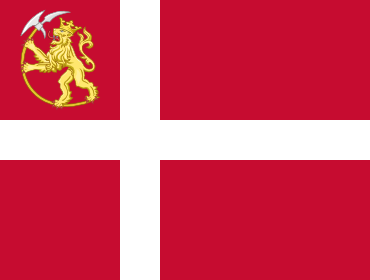
Antiga bandera de Noruega (1814-1821)
Antiga bandera de Noruega (1844-1898)
Bandera naval noruega entre 1844 i 1905

### Suècia

Bandera de Suècia
Pavelló naval suec
Antiga bandera de Suècia durant la unió amb Noruega (1844-1905)
Bandera oficial d'Escània
Bandera no oficial de Småland
Bandera no oficial de la minoria de parla finesa a Suècia

### No estatals

Reconstrucció de la bandera de la Unió de Kalmar: Dinamarca, Noruega i Suècia (1397–1523)
Bandera de la Societat Vexil·lològica Nòrdica

## Banderes nòrdiques sense creu

Bandera de Groenlàndia, territori danès
Bandera no oficial de Christiania a Copenhaguen
Bandera no oficial de Jämtland, Suècia
Bandera de Lapònia, país dels Samis
Bandera no oficial dels Tornedaliens de Suècia

## Banderes amb la creu nòrdica de la resta del món

### Alemanya
Les banderes nòrdiques a Alemanya s'han fet servir històricament per al·ludir als orígens "nòrdics" de la nació germànica. Les propostes es duren a terme, sobretot, tant en 1919 i 1948, després de Primera Guerra Mundial  i II Guerra Mundial, respectivament. Avui en dia, la creu nòrdica és una característica d'algunes banderes de ciutat i de districtes.

Estendard de l'Orde Teutònic.
Bandera civil de l'antic Gran Ducat d'Oldenburg (1815–1918)[3]
Reichskriegsflagge, pavelló de guerra de la Marina imperial (1867)
Pavelló de guerra del Tercer Reich (1938-45)
Bandera de l'antic Protectorat del Sarre (1947–56)
Proposta de bandera per Alemanya (circa 1919)
Proposta de bandera de Josef Wirmer en el Complot del 20 de juliol de 1944 contra Adolf Hitler.
Proposta de bandera per a la RFA (1948)

### Brasil

Bandera de la ciutat de São Paulo.
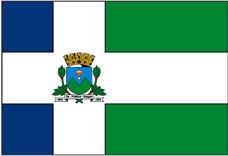
Bandera de municipi d'Areias, estat de São Paulo.
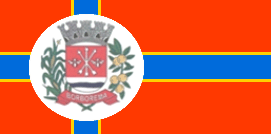
Bandera del municipi de Borborema, estat de São Paulo.
Bandera del municipi de Carmo do Paranaíba, estat de Minas Gerais.
Bandera del municipi de Chapadinha, estat de Maranhão.
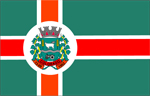
Bandera del municipi de Colorado, estat de Rio Grande do Sul.
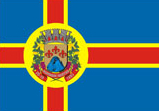
Bandera del municipi de Domingos Martins, estat d'Espírito Santo.
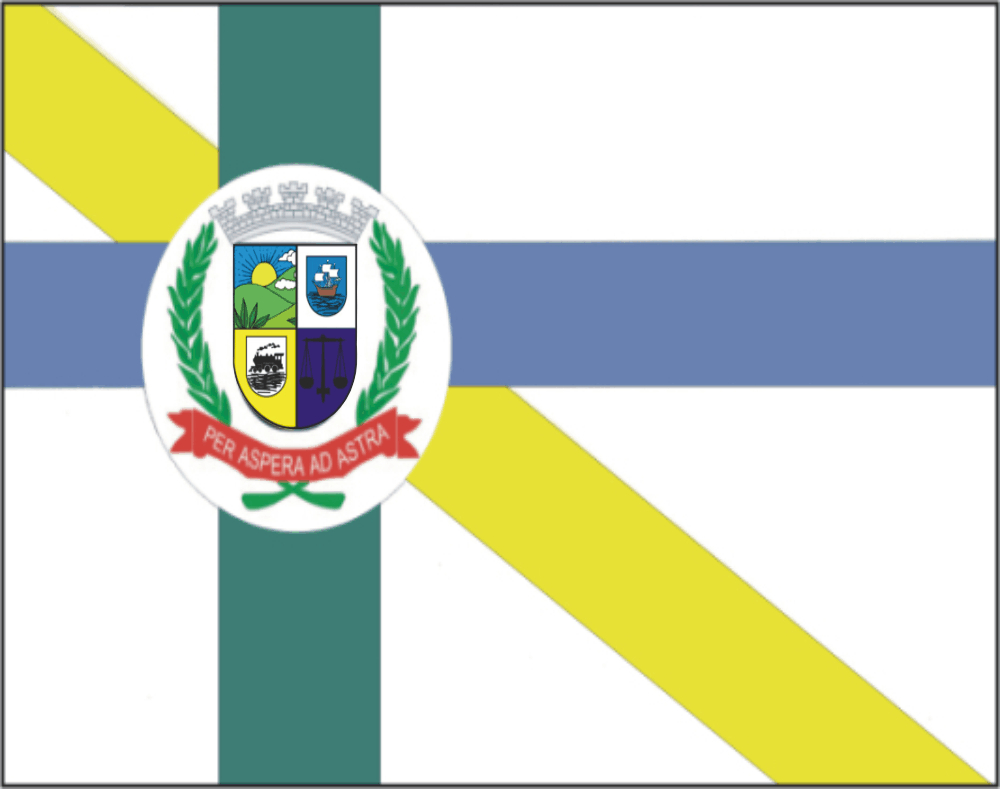
Bandera del municipi d'Embu-Guaçu, estat de São Paulo.
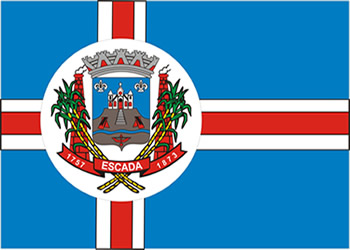
Bandera del municipi d'Escada, estat de Pernambuco.
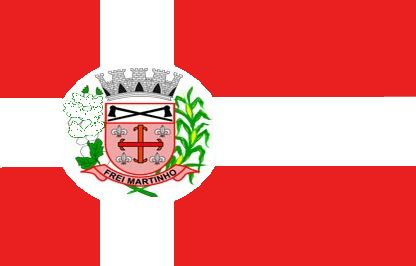
Bandera del municipi de Frei Martinho, estat de Paraíba.
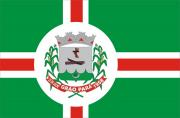
Bandera del municipi de Grão Pará, estat de Santa Catarina.
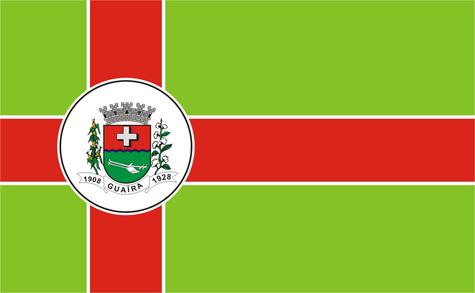
Bandera del municipi de Guaíra, estat de São Paulo.
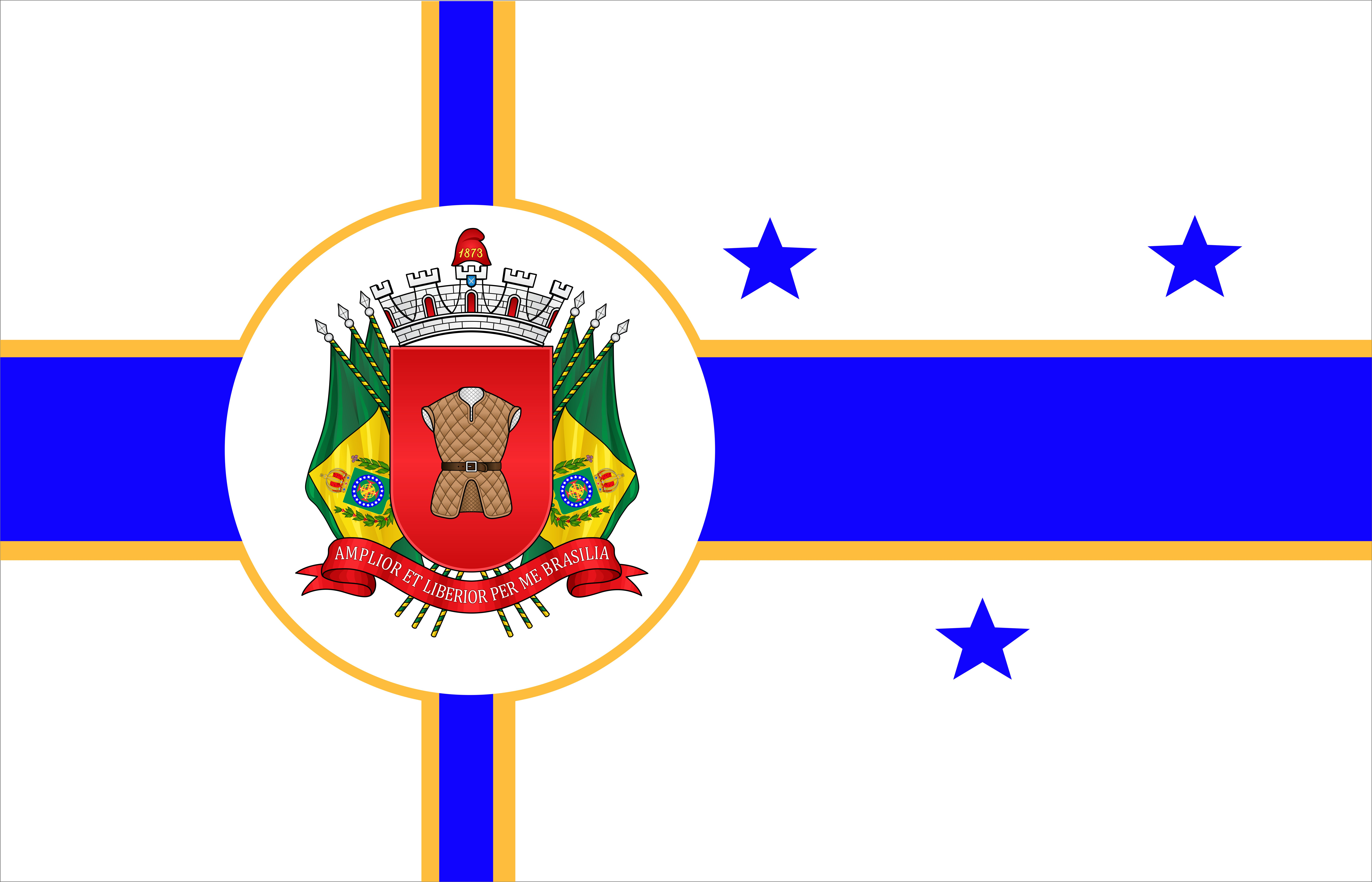
Bandera del municipi d'Itu, estat de São Paulo.
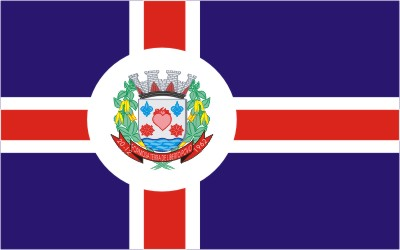
Bandera de municipi de Lagoa Formosa, estat de Minas Gerais.
Bandera del municipi de Nova Era, estat de Minas Gerais.
Bandera del municipi de Palotina, estat de Paranà.
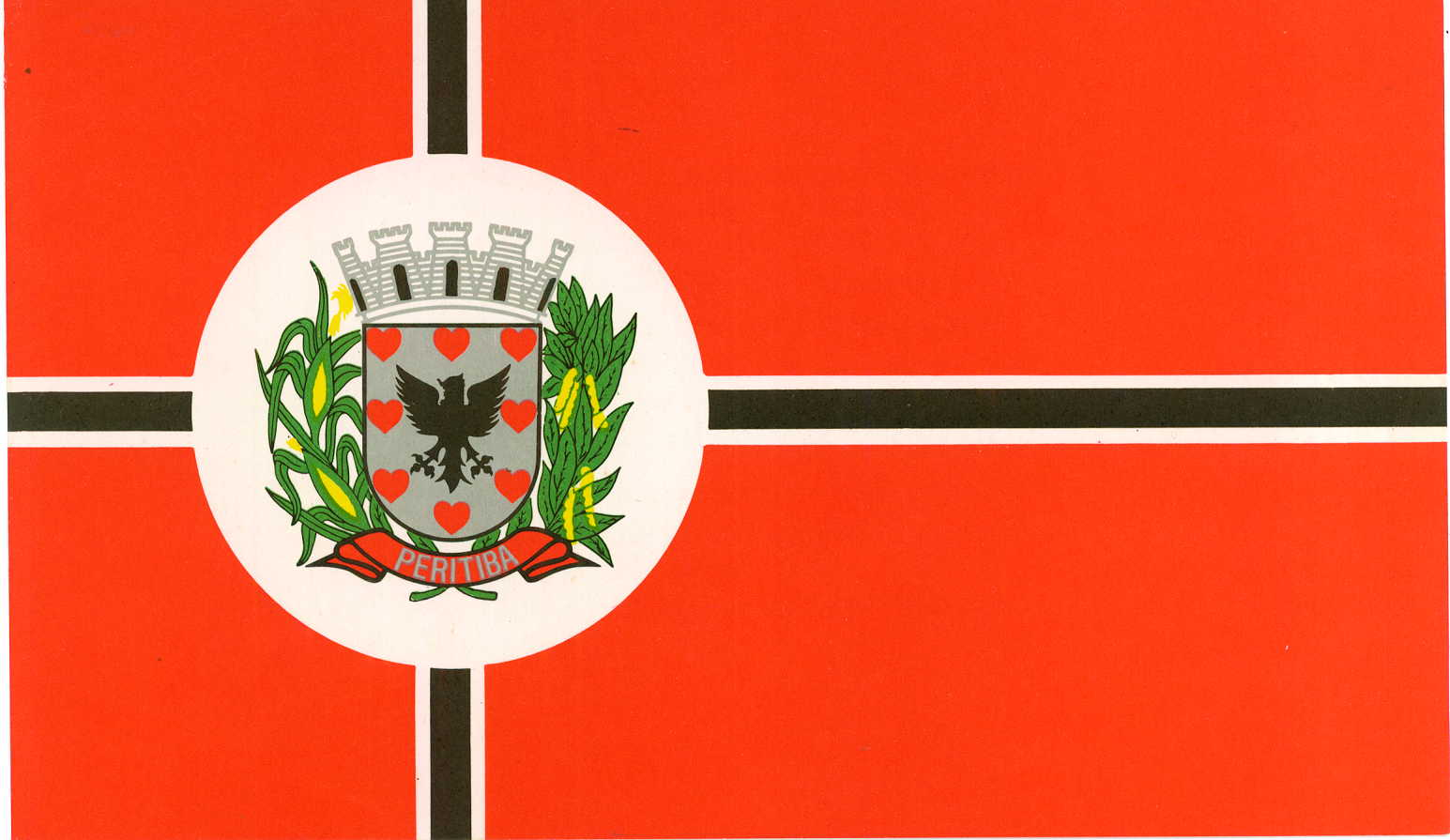
Bandera del municipi de Peritiba, estat de Santa Catarina.
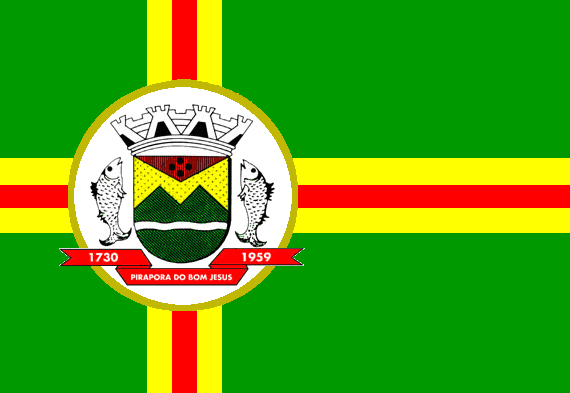
Bandera del municipi de Pirapora do Bom Jesus, estat de São Paulo.
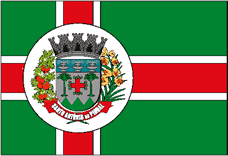
Bandera del municipi de Santo Antônio do Pinhal, estat de São Paulo.
Bandera del municipi de Santo Cristo, estat de Rio Grande do Sul.
Bandera del municipi de Vinhedo, estat de São Paulo.

### Catalunya

Bandera del municipi de Montornès del Vallès.
Bandera del municipi de Vilabertran.

### Colòmbia

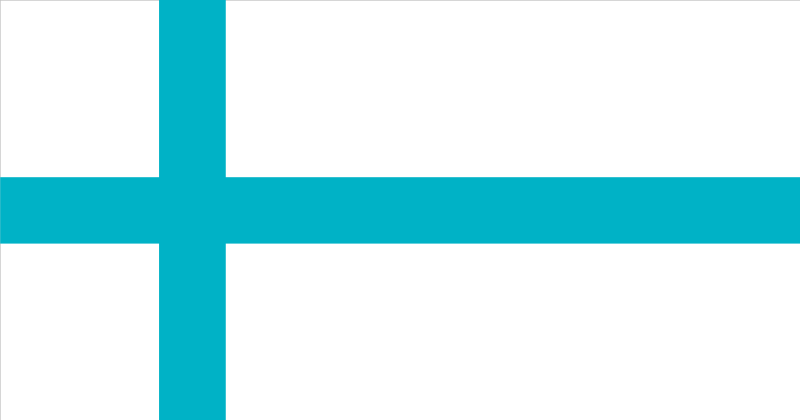
Bandera del municipi d'Andalucía.

### Croàcia

Bandera de la ciutat de Pula.

### Estats Units d'Amèrica

Bandera del municipi de Bayamón, Puerto Rico.
Bandera de la ciutat de Little Rock, Arkansas.
Bandera de la ciutat de Portland, Oregon.
Bandera del Partit Independentista Porto-riqueny.
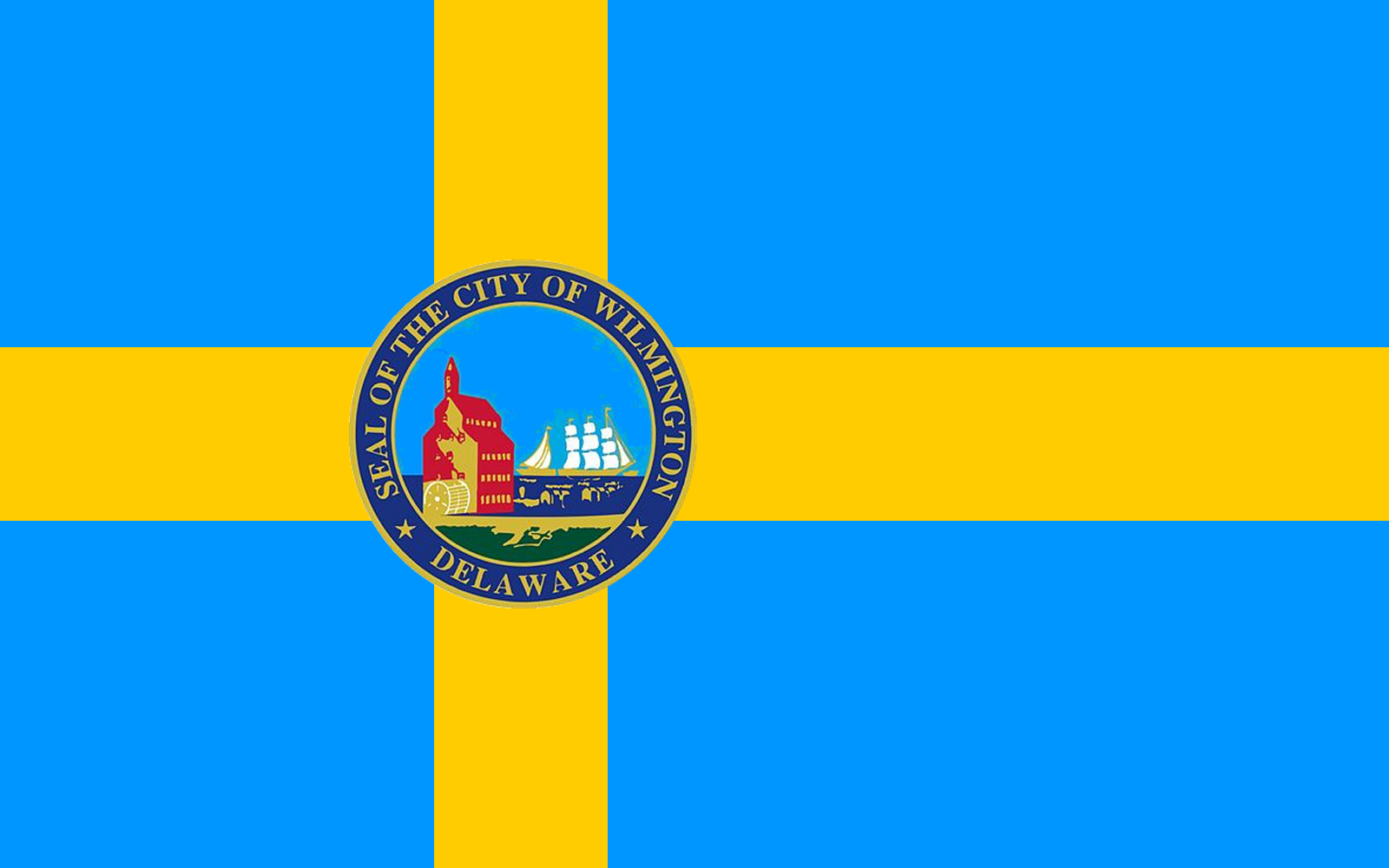
Wilmington, Delaware.

### Estònia

Bandera del Ducat Bàltic Unit o Gran Ducat de Livònia (1918)
Proposta de nova bandera d'Estònia (1919)
Bandera de la ciutat de Pärnu.
Bandera del municipi de Koigi Parish.
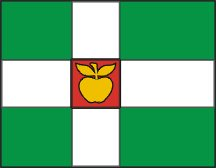
Bandera del municipi de Türi Parish.
Bandera de la minoria ètnica dels Setos.
Proposta de nova bandera d'Estònia (2001)
Proposta de nova bandera d'Estònia (2001)

### França

Bandera del municipi de Calais.
Bandera de Bleimor, antiga organització escolta bretona.

### Geòrgia

Estendard de l'Església Ortodoxa de Geòrgia.[4][5]
Bandera de Tbilissi.

### Letònia

Bandera del Ducat Bàltic Unit o Gran Ducat de Livònia (1918)
Bandera d'Alūksne.
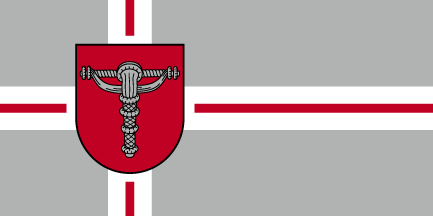
Bandera del municipi de Grobiņa.
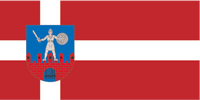
Bandera de Cēsis.
Bandera de Ventspils.
Bandera del municipi de Ventspils.
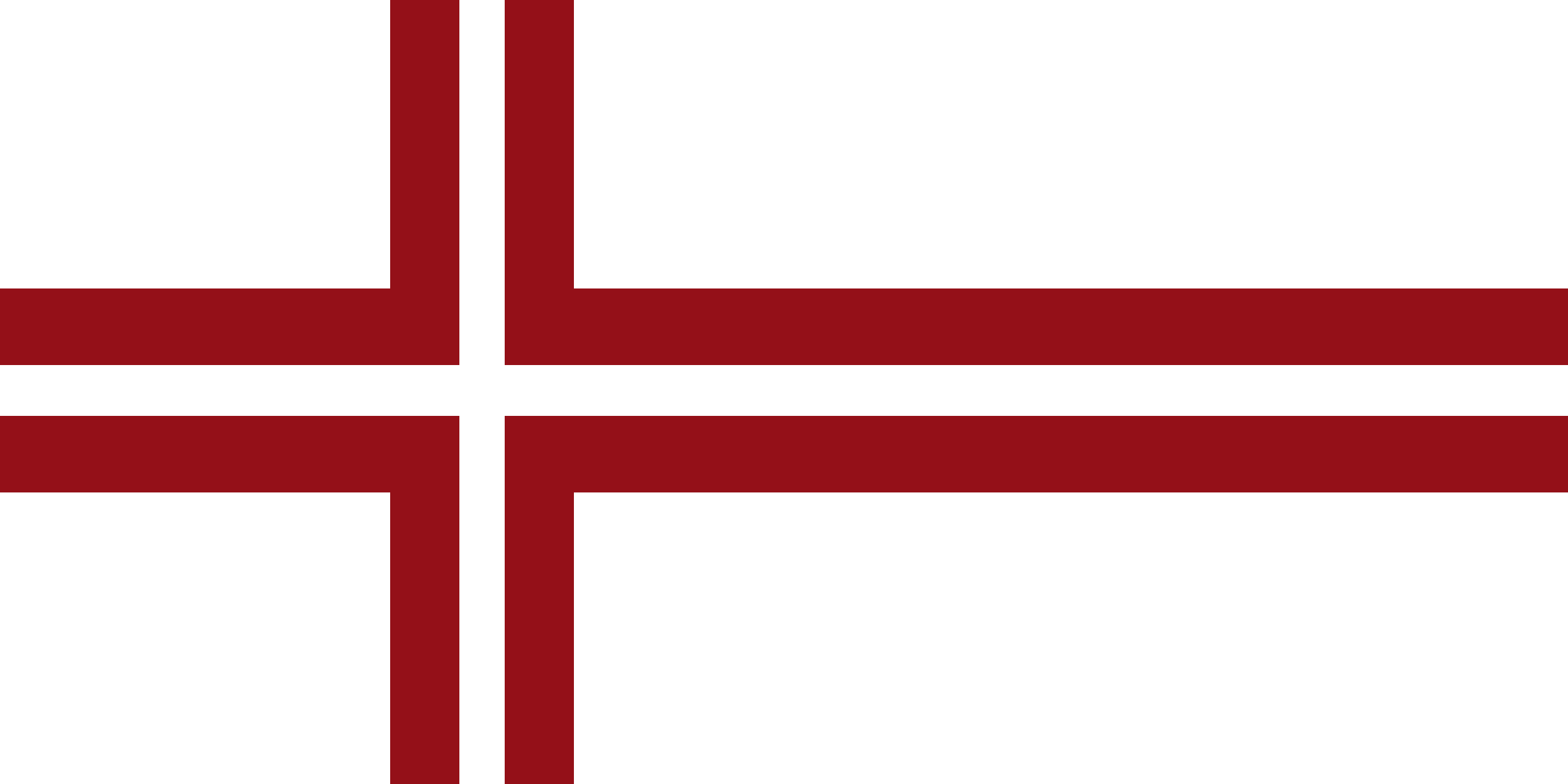
Proposta de bandera nacional letona.

### Lituània

Proposta de nova bandera de Lituània.

### Macedònia

Bandera del municipi de Debarca.

### Països Baixos

Bandera de la vila d'Aldtsjerk.
Bandera del municipi de Bedum.
Bandera del municipi de Gemert-Bakel.
Bandera del municipi de Gulpen-Wittem.
Bandera del municipi de Hof van Twente.
Bandera del municipi de Houten.
Bandera del municipi de Kapelle.
Bandera del municipi de Lelystad.
Bandera del municipi de Noordoostpolder.
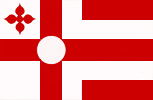
Bandera de la ciutat de Rosmalen.
Bandera de l'antic municipi de Skarsterlân.
Bandera del municipi de Tilburg.
Bandera del municipi d'Utrechtse Heuvelrug.
Bandera del municipi de Vlagtwedde.
Bandera del municipi de Werkendam.
Bandera del municipi de Weststellingwerf.
Bandera del municipi de Wierden.
Proposta de bandera per Frísia (2006)[6]

### Paraguai

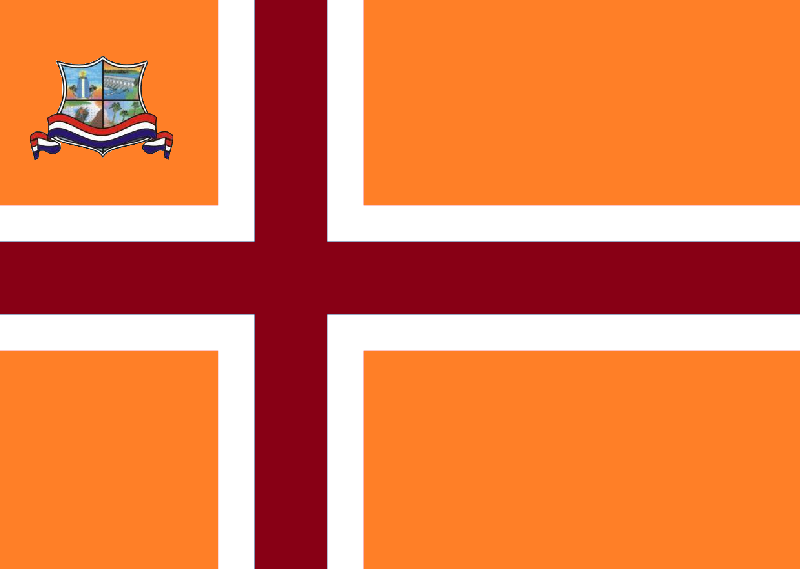
Bandera d'Hernandarias.

### Regne Unit
Les banderes nòrdiques al Regne Unit, principalment a Escòcia, s'han utilitzat per al·ludir a l'herència escandinava introduïda a les illes durant l'Era dels vikings.

Bandera de les Illes Shetland (2005)
Bandera de les Illes Òrcades (2007)
Bandera del comtat de Caithness.
Bandera del West Riding of Yorkshire, un del rídings històrics de Yorkshire.
Creu de sant Magnus, antiga bandera no oficial de les Illes Òrcades (1990s)
Bandera no oficial de l'illa de South Uist a les Hèbrides Exteriors.[7]
Bandera no oficial de l'Illa de Barra a les Hèbrides Exteriors.[8]

### Rússia

Bandera del krai de Stàvropol.
Bandera no oficial d'Íngria.
Bandera de Vèpsia disseny de Vitaly Dobrynin.
Antiga bandera oficial de Carèlia de l'Est o Carèlia russa, disseny d'Akseli Gallen-Kallela.

### Sud-àfrica

Pavelló naval sud-africà (1952–1959)
Pavelló naval sud-africà (1959–1981)

### Tonga

Pavelló naval

### Ucraïna

Bandera de la província de Volínia

## Altres

La bandera per Vinnland", utilitzada pel grup de música Type O Negative[9]